# Алекс (Оклахома)
Алекс (англ. Alex) — місто (англ. town) в США, в окрузі Грейді штату Оклахома. Населення — 482 особи (2020).

## Географія
Алекс розташований за координатами 34°55′22″ пн. ш. 97°46′35″ зх. д. / 34.92278° пн. ш. 97.77639° зх. д. (34.922740, -97.776305).  За даними Бюро перепису населення США в 2010 році місто мало площу 17,27 км², уся площа — суходіл.

## Демографія
Згідно з переписом 2010 року, у місті мешкало 550 осіб у 228 домогосподарствах у складі 144 родин. Густота населення становила 32 особи/км².  Було 289 помешкань (17/км²).
Расовий склад населення:
| - 86,2 % — білих - 8,4 % — корінних американців - 0,2 % — чорних або афроамериканців - 1,1 % — осіб інших рас |

До двох чи більше рас належало 4,2 %. Частка іспаномовних становила 3,6 % від усіх жителів.
За віковим діапазоном населення розподілялося таким чином: 25,6 % — особи молодші 18 років, 57,9 % — особи у віці 18—64 років, 16,5 % — особи у віці 65 років та старші. Медіана віку мешканця становила 39,0 року. На 100 осіб жіночої статі у місті припадало 92,3 чоловіків;  на 100 жінок у віці від 18 років та старших — 86,8 чоловіків також старших 18 років.
Середній дохід на одне домашнє господарство  становив 47 213 долари США (медіана — 33 438), а середній дохід на одну сім'ю — 57 712 долари (медіана — 41 875). За межею бідності перебувало 22,0 % осіб, у тому числі 38,7 % дітей у віці до 18 років та 4,5 % осіб у віці 65 років та старших.
Цивільне працевлаштоване населення становило 171 осіб. Основні галузі зайнятості: науковці, спеціалісти, менеджери — 21,6 %, освіта, охорона здоров'я та соціальна допомога — 20,5 %, сільське господарство, лісництво, риболовля — 14,6 %, роздрібна торгівля — 10,5 %.